# Носков, Георгий Александрович
Георгий Александрович Носков (1937—2017) — российский орнитолог, профессор доктор биологических наук. Основатель Ладожской орнитологической станции, председатель Санкт-Петербургского орнитологического общества.

## Биография
Родился в Ленинграде. В 1960 году закончил ЛГУ. Вёл фундаментальные исследования миграций птиц, участвовал в создании ООПТ (заповедников), координировал совместные с Финляндией проекты охраны птиц. Автор 9 монографий.
Скончался 9 января 2017 года, не дожив до своего восьмидесятилетия примерно один месяц. Дочь учёного, её муж (также орнитолог) и их дочь вскоре погибли на пожаре.